# تاكسياركيس (هالكيديكي)
تاكسياركيس (Ταξιάρχης) هي مدينة في هالكيديكي في مقاطعة فوريا إلادا في اليونان.
يبلغ عدد سكانها حوالي 880 نسمة.